# Museo di arte contemporanea e del Novecento
Il Museo di arte contemporanea del Novecento (Mac,n) è un museo d'arte contemporanea di Monsummano Terme.
Tra la collezione museale figurano opere di artisti come Pietro Annigoni, Vinicio Berti, Ferdinando Chevrier, Lamberto Pignotti, Eugenio Miccini, Ketty La Rocca, Filippo Biagioli e Sergio Scatizzi.

## Ferdinando Martini: Villa Renatico Martini
Ferdinando Martini, nacque a Firenze nel 1841, da una famiglia altolocata che poteva vantare fra i tanti, anche diversi possedimenti in Valdinievole.
Martini passò parte della sua infanzia e della sua educazione culturale presso la biblioteca dello zio Giulio a Monsummano.
Egli fu un appassionato lettore come testimonierà la sua grande biblioteca di Villa Martini che al suo culmine comprendeva due intere stanze gremite di scaffali. 
Si racconta che: “Martini amasse intrattenersi in special modo nella sala minore di Villa Martini, dove scriveva, leggeva, meditava spesso sedendo davanti alla finestra rivolta a mezzogiorno”
Soprattutto nella sua vecchiaia Martini passò gran parte del suo tempo nella sua Villa di Monsummano, qui infatti si intratteneva con gli amici, gli intellettuali e le grandi personalità.

## L'edificio
Il museo è ospitato nella Villa Renatico Martini, che deve il suo nome al suo proprietario, Ferdinando Martini, e a "Il Renatico”, località su cui sorge l'edificio. Essa fu edificata nel 1887 circa dagli architetti Spighi e Vivarelli, secondo i principi eclettici tipici della fine dell'Ottocento.
Villa Martini fa capolino fra le piante ad alto fusto del giardino, concepito sia come luogo ameno, con aiuole fiorite, sia come collezione dendrologica, con alberi ad alto fusto come platani, tigli, lecci, specie esotiche e piante ornamentali, come alloro e piante da fiore. 
L'edificio presenta due livelli, oltre il seminterrato (ed un piccolo terrazzo collocato sulla sommità):
- piano nobile, costituito da spazi di rappresentanza e dalla biblioteca 
- II piano costituito da camere ed ambienti privati
- seminterrato adibito a magazzino e deposito.
I materiali utilizzati sono quelli tipici del tardo rinascimento toscano, parete ad intonaco, pietra arenaria. La regolare simmetria delle finestre, risalta ancor di più per la scenografica disposizione delle scale che collegano il piano esterno al giardino, la scala assume qui la connotazione dello “scalone d'onore”, tipico delle residenze patrizie cittadine.
Sempre di gusto neorinascimentale, sono i due scudi sulle scanalature laterali che ricordano i principi ispiratori per cui fu pensata Villa Martini “PAX” e “ARS”, come luogo di pace, tranquillità e intellettuale ispirazione.
Il prospetto occidentale conduce al portone di ingresso, incorniciato da lesene scanalate e da un architrave “con girali fogliacei e patera al centro”.
Elemento di particolare pregio, anche la trifora sulla facciata posteriore della villa: “la finestra tripartita da colonnine che reggono archi a tutto sesto è inquadrata da una esuberante cornice in pietra arenaria; le colonnine posano su di un robusto basamento sorretto da mensole mentre lesene sormontate da un arco a pieno centro inquadrano la trifora e una soluzione rettilinea conclude superiormente tutto l'apparato decorativo.
Infine, non può non esser preso in considerazione l'incantevole “soffitto ligneo a cassettoni in cui si alternavano tavole dipinte con motivi della vita agreste e del lavoro contadino".

## Il museo

Pagine di un diario del comportamento umano, opera di Filippo Biagioli

La Villa Renatico Martini dal 1988, ha ospitato esposizioni culturali di vario genere organizzate dall'amministrazione Comunale di Monsummano Terme, in collaborazione con importanti istituti culturali. Dal 2000 la Villa è divenuta sede del Museo di Arte Contemporanea e del Novecento, e luogo espositivo per mostre d'arte contemporanea, interessanti dipinti, sculture, disegni, incisioni, video, fotografie e installazioni, create con tecniche e materiali differenti, che hanno permesso, non senza difficoltà, la formazione di una collezione di opere d'arte “Il Renatico” ma anche luogo per conferenze e seminari di studi, concerti di musica da camera e spettacolo teatrali.
Il museo ha riaperto nel 2005, dopo un adeguamento agli standard museali richiesti dalla Regione Toscana. I lavori hanno permesso la riorganizzazione degli spazi interni, adattandoli alle esigenze del museo con la realizzazione degli impianti di climatizzazione, antincendio e di allarme.
In questi anni la raccolta si è costituita grazie alle donazioni degli artisti, o persone a loro legate, invitati alle mostre temporanee, ma anche di collezionisti o semplici amatori che si sono prodigati fino a comporre un importante nucleo, sempre più omogeneo e completo, sia nella scelta delle tematiche che dell'eclettica ricerca del pensiero contemporaneo, che ci permette oggi di rendere godibile e comprensibile questa preziosa raccolta.

## Mostre ed esibizioni
Ogni mostra è stata documentata con un ricco catalogo che ne ha evidenziato gli aspetti storici, artistici, ma anche sociali e filosofici, che ha tramandato le informazioni che provenivano da archivi privati, ma anche da memorie storiche orali rilasciate da maestri, alcuni dei quali non più presenti.
Ogni successo, piccolo o grande, è stato sempre condiviso e messo a disposizione dei concittadini, degli studiosi, degli studenti, degli appassionati, creando strumenti di autentico approfondimento, in grado di coniugare la piacevolezza estetica con l'indagine critica: il risultato è una raccolta legata a un gusto mai settoriale, volto a cogliere l'essenza di un'opera e le sue capacità di comunicare con le altre.
Le tematiche che si sono avvicendate negli anni sono state numerose, ma sempre mirate al raggiungimento di un fine specifico: quello di fornire gli strumenti didattici per permettere a chiunque di leggere un'opera d'arte al di là della sua forma, struttura o presentazione.
Indagare gli argomenti in tutti i loro aspetti fino a sviscerarne le problematiche è stata una priorità come dimostrano le mostre dei primi anni novanta quando l'arte in Toscana nell'immediato dopoguerra è stata indagata seguendo tutte le correnti delle avanguardie, come per esempio il duro conflitto che stava avvenendo tra arte figurativa e astratta, o ancora il peculiare quanto ricercato interesse rivolto verso la poesia visiva e l'attività artistica di Ketty La Rocca.
La didattica è stata la forza promotrice degli incontri a Villa Renatico Martini sia che fossero rivolti ai ragazzi delle scuole che agli adulti, approfondendo anche gli aspetti tecnici, come è avvenuto con l'incisione che essendo diventata una materia molto nota a Monsummano grazie alla Biennale Internazionale d'Incisione iniziata nel 1999, ma preceduta da mostre sullo stesso argomento organizzate con la collaborazione dell'Accademia di Belle Arti di Firenze.
È evidente che lo scopo principale di un museo è quello di conservare e di esporre al pubblico favorendo la diffusione della cultura artistica con una forte valenza educativa e formativa.
Proprio per questo è stato effettuato un serio intervento di ristrutturazione dell'affascinante abitazione privata di Martini che è diventata una “Villa Museo”, caratterizzata dai più moderni criteri di conservazione e sicurezza sia per le opere d'arte che per i visitatori che possono godere del fascino di opere di grandi maestri del Novecento e disporre contemporaneamente di una fornita biblioteca.
Necessariamente questo tipo di trasformazione ha comportato la perdita di quella atmosfera di casa vissuta, ma ha accresciuto la potenzialità di comunicazione delle opere custodite, avvalendosi di una collocazione adeguata, dove possibile per nuclei, di una corretta illuminazione, di panelli esplicativi e di un personale preparato che si occupa della regolare apertura dello spazio perfettamente fruibile sia all'interno che nello splendido parco esterno.

## Fondo biblioteca
Un lungo e paziente lavoro di scambi tra il Museo di Arte Contemporanea e del Novecento e altre realtà museali e artistiche italiane e straniere ha permesso, nell'arco di oltre dieci anni, di raccogliere un numero considerevole di volumi e riviste che oggi vanno a formare il Fondo Mac,n. I volumi, catalogati da marzo 2013, sono oltre 1810 e in continuo aumento, e hanno carattere prettamente storico-artistico con particolare e importante riferimento all'arte contemporanea del XX e XXI secolo (con testi relativi alle diverse correnti artistiche della contemporaneità) a cui si aggiungono numerosi cataloghi di esposizioni fatte a Villa Renatico Martini o in altri luoghi, molti dei quali relativi ad artisti di spicco del XX e XXI secolo.
Tra il materiale catalogato compare un ricco fondo di testi sull'arte del secolo XIX e in generale sulle diverse correnti artistiche a cui si associano specifiche riviste di ambito artistico e di carattere locale.
La biblioteca del Mac,n è in continuo aggiornamento e si pone come un vero e proprio fiore all'occhiello nel campo dell'arte contemporanea.
La catalogazione, promossa dal Comune di Monsummano Terme e dalla Biblioteca Comunale “Giuseppe Giusti” con il contributo anche della Rete Provinciale delle biblioteche, va ad arricchire il già cospicuo patrimonio presente nell'Opac di rete, fornendo in questo caso uno specifico ambito destinato a un'utenza di studenti, studiosi e cultori della materia.
L'arte contemporanea ha trovato nella neo costituita biblioteca del Mac,n un luogo di conoscenza e diffusione.